# Oriental Kinematograf
Oriental Kinematograf var en biograf på Kungstorget 7 i Göteborg, som öppnade 16 januari 1904 och stängde 1905. Ägare Anders Skog och Otto Montgomery. Blev sedan ett känt kafé.